# Analitism și sintetism (lingvistică)
În tipologia lingvistică, analitismul și sintetismul sunt trăsături ale limbilor luate în seamă în clasificarea lor în perspectiva numărului de morfeme care constituie un cuvânt. Clasificarea după acest criteriu a fost inițiată de A. W. von Schlegel, printr-o lucrare a sa din 1818.
Orice limbă poate fi plasată pe un punct de pe următoarea scală, în afara punctelor sale extreme,:
| analitism               | ↔ | sintetism                           | ↔ | polisintetism              |
| (un cuvânt = un morfem) |   | (un cuvânt = mai mult de un morfem) |   | (un cuvânt = o propoziție) |

Aceasta înseamnă că nicio limbă nu este pur analitică, sintetică sau polisintetică. Se poate vorbi numai de limbi în care ponderea uneia din trăsături este dominantă față de ponderea celorlalte.
Lingvistul american Joseph H. Greenberg a calculat raportul dintre numărul de morfeme și numărul de cuvinte pe eșantioane de o sută de cuvinte din opt limbi, pe care l-a numit „grad de sinteză”. Cu cât indicele acestui raport este mai scăzut, cu atât limba este mai analitică.
Termenii analitism și sintetism se referă și la modul în care se realizează una sau alta dintre formele gramaticale, și unul sau altul dintre raporturile gramaticale. În limba română, de exemplu, unele forme verbale sunt analitice (cele cu verb auxiliar, ex. am mâncat), altele sunt sintetice, cele realizate cu sufixe și desinențe, ex. mâncaserăm. Și în domeniul sintactic se poate vorbi de raporturi realizate analitic, de pildă exprimarea atributului substantival cu prepoziție (ex. cartea a trei eleve), în opoziție cu exprimarea sa sintetică, prin desinență cazuală (cartea elevei). În domeniul lexicului, de asemenea, se opun formații analitice cu cuvinte simple, formând chiar perechi de sinonime, ca a atrage atenția – a atenționa.

## Analitism
Limbile în care analitismul atinge gradul cel mai înalt sunt numite izolante. Asemenea limbi se găsesc mai ales în Asia de Est și de Sud-Est, precum și în Africa de Vest (de exemplu limba yoruba). Exemple clasice de limbi analitice sunt chineza și vietnameza. În chineză, de exemplu, lipsește flexiunea, cuvintele tinzând să fie formate dintr-un singur morfem cu sens lexical sau gramatical, iar raporturile sintactice sunt exprimate în principal prin topică și cuvinte gramaticale. De pildă, frazei românești „Dacă mă aștepți, merg cu tine” îi corespunde în chineză:
| nǐ | děng      | wǒ, | wǒ | jiù    | gēn | nǐ | qù      |
| tu | a aștepta | eu, | eu | atunci | cu  | tu | a merge |

Fraza este formată din opt cuvinte, fiecare corespunzătoare unui morfem.
Gradul de sinteză al unei limbi izolante, deci foarte analitice, cum este vietnameza, este de 1,06. Cel al englezei fiind de 1,68, și această limbă este considerată analitică.

## Sintetism
Limbi sintetice sunt considerate cele în care predomină cuvintele ce conțin mai mult de un morfem, adică cel puțin o rădăcină cu sens lexical și unul sau mai multe afixe gramaticale și/sau derivaționale. De asemenea, cuvintele pot fi și compuse. Printre aceste limbi se disting două categorii. În limbile numite aglutinante predomină asocierea unui singur sens sau a unei singure funcții cu câte un morfem, morfemele succedându-se cu limite clare între ele. În cele numite flexionare, dominante sunt morfemele care exprimă mai mult de un sens, respectiv mai mult de o funcție în același timp. În unele din acestea por fi și morfeme gramaticale incluse în interiorul rădăcinii. Astfel, morfemele nu sunt clar delimitate. Din prima categorie fac parte, bunăoară, limbile maghiară și turcă, iar din a doua – latina, greaca și araba.
Un exemplu de limbă sintetică este sanscrita, al cărei grad de sinteză este de 2,59. Româna este și ea o limbă sintetică, deși în mai mică măsură decât limba ei mamă, latina, prin determinarea cu articol hotărât enclitic, conjugarea verbelor și declinarea părților de vorbire nominale, care implică sufixe, desinențe și alternanțe fonetice. Totodată, are și trăsături analitice, prin determinarea cu articol nehotărât, articol posesiv și articol demonstrativ cuvinte aparte, prin folosirea prepozițiilor și a verbelor auxiliare morfologice.

## Polisintetism
Polisintetismul reprezintă un sintetism maxim. În limbile polisintetice, cuvintele sunt lungi și morfologic foarte complexe. Asemenea limbi se găsesc în primul rând printre cele ale amerindienilor și ale eschimoșilor, polisintetismul fiind caracteristic și unor limbi indigene din Siberia, Caucazul de Nord și Australia. Frazei „Dacă mă aștepți, merg cu tine”, îi corespunde într-o limbă a eschimoșilor, inuit, următoarea secvență:
| utaqqui-  | gu-  | vi- | nga, | aulla-  | qati-    | gi-    | niaq-  | pa-       | git   |
| a aștepta | dacă | tu  | eu   | a merge | partener | a avea | viitor | aserțiune | eu/tu |

Fraza se compune din două cuvinte, utaqquiguvinga și aullaqatiginiaqpagit, fiecare corespunzând unei propoziții.
Pentru o limbă a eschimoșilor, Greenberg 1954 a stabilit gradul de sinteză de 3,72.

## Caracterul relativ al analitismului, sintetismului și polisintetismului
Fiecare limbă prezintă mai mult sau mai puțin analitism, respectiv sintetism. Comparativ, se poate spune că o limbă este mai analitică/sintetică decât alta.
În chineză, care este o limbă foarte analitică, există totuși multe cuvinte compuse, precum și cuvinte cu afixe derivaționale.
Printre limbile indoeuropene, latina, greaca și sanscrita prezintă un grad mare de sintetism față de limbile romanice. Față de acestea sau față de limba germană, engleza este și mai puțin sintetică. Totuși, nici aceasta nu este total lipsită chiar de polisintetism. Astfel, un cuvânt precum antidisestablishmentarianisms este compus din șapte morfeme: anti|dis|establish|ment|arian|ism|s. Studiind istoria unor limbi precum cele romanice și engleza, s-a constatat evoluția lor de la un grad mai mare de sintetism la unul mai mic al acestuia, mai ales în cazul englezei. Ca dovadă, gradul de sinteză al englezei vechi este de 2,12, față de 1,68 pentru engleza modernă.
Se pot face comparații între limbi din punctul de vedere al analitismului/sintetismului în privința exprimării raporturilor gramaticale. Exemple:
- raport de posesie: fr  la maison du père (analitism) vs. de  Vaters Haus (sintetism) „casa tatălui”;
- gradul comparativ: en  more beautiful (analitism) vs. de  schöner (sintetism) „mai frumos”.

Relativitatea analitismului și sintetismului se poate manifesta într-o limbă dată și la un moment dat, diferitele domenii ale structurii gramaticale putându-se comporta diferit din acest punct de vedere. În limba japoneză, de pildă, substantivul nu are flexiune, deci funcționează în mod analitic, dar sistemul verbal prezintă o flexiune complexă, fiind prin urmare foarte sintetic.